# لوتار کوبلوهن
لوتار کوبلوهن (انگلیسی: Lothar Kobluhn; ۱۲ آوریل ۱۹۴۳ – ۲۱ ژانویهٔ ۲۰۱۹) بازیکن فوتبال اهل آلمان بود.